# Lajos Keresztes-Fischer

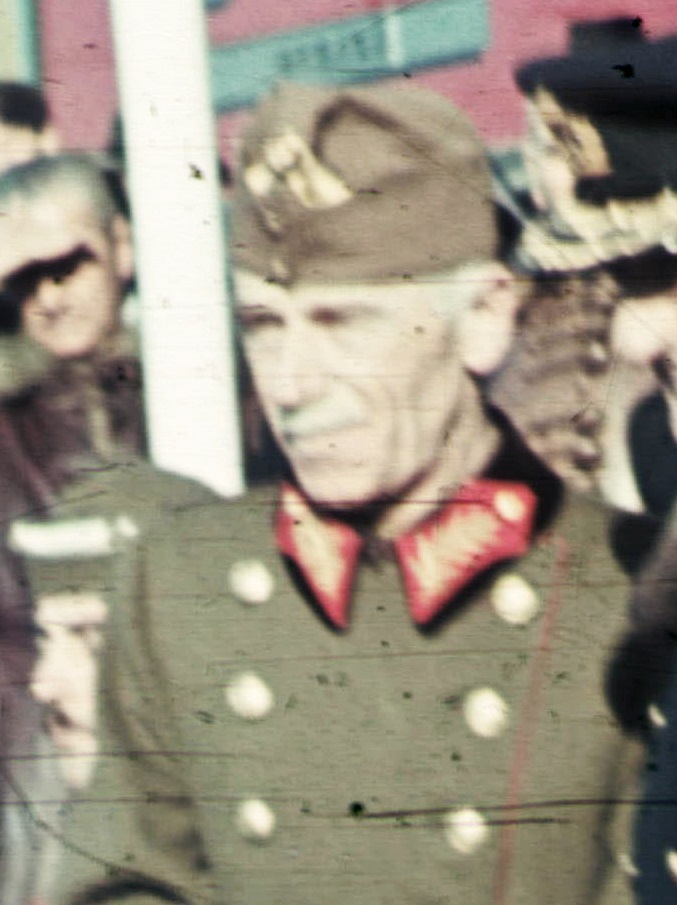
Lajos Keresztes-Fischer (1941)

Lajos Keresztes-Fischer (* 8. Januar 1884 in Pécs, Österreich-Ungarn; † 25. April 1948 in Vöcklabruck, Oberösterreich) war ein ungarischer Offizier, der unter anderem 1938 Chef des Generalstabes der Königlich Ungarischen Armee war.

## Leben
Lajos Keresztes-Fischer absolvierte eine Offiziersausbildung und nahm am Ersten Weltkrieg teil. In der Zwischenkriegszeit wurde er in die Königlich Ungarische Armee übernommen und fungierte zunächst zwischen dem 6. Mai 1920 und dem 1. Oktober 1925 als stellvertretender Chef der Militärkanzlei sowie im Anschluss vom 1. Oktober 1925 bis zum 1. Oktober 1929 als Chef der 4. Sektion des VI. Büros im Verteidigungsministeriums (Honvédelmi Minisztérium). Er war zwischen dem 1. Oktober 1929 und dem 19. Januar 1931 Kommandeur der Infanterie der 6. Gemischten Brigade sowie vom 19. Januar 1931 bis zum 1. Mai 1933 Kommandeur der 1. Kavalleriebrigade. Daraufhin war er zwischen dem 1. Mai 1933 und dem 15. Januar 1935 stellvertretender Chef des Generalstabes der Armee und damit Vertreter von Generalstabschef Vilmos Rőder, wobei er in dieser Funktion am 1. Mai 1934 zum Generalmajor (Vezérőrnagy) befördert wurde. Daneben bekleidete er zwischen 1933 und 1941 als Adjutant von Reichsverweser Admiral Miklós Horthy.

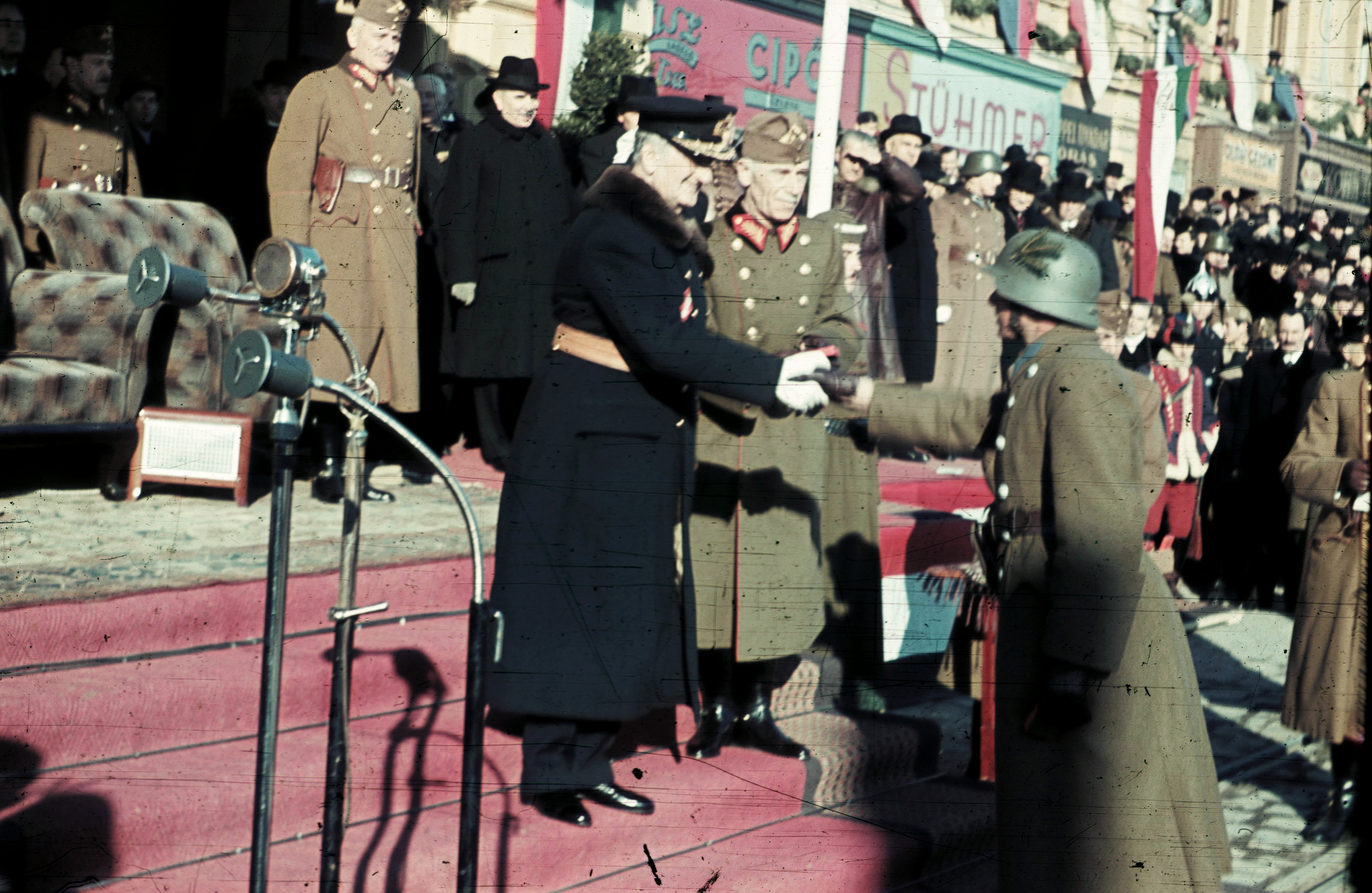
Keresztes-Fischer mit Reichsverweser Admiral Miklós Horthy (dunkle Uniform)

Keresztes-Fischer war vom 15. Januar 1935 bis zum 24. Mai 1938 erstmals Chef der Militärkanzlei (Kormányzó Katonai Irodája) und erhielt in dieser Verwendung am 1. November 1937 seine Beförderung zum Generalleutnant (Altábornagy). Als Nachfolger von General Jenő Rátz übernahm er am 24. Mai 1938 den Posten als Chef des Generalstabes der Königlich Ungarischen Armee und behielt diesen bis zum 29. September 1938, woraufhin General Henrik Werth ihn ablöste. Anschließend fungierte er zwischen dem 29. September 1938 und dem 1. Februar 1939 abermals als Chef der Militärkanzlei sowie im Anschluss vom 1. Februar 1939 bis zum 1. November 1942 als Generaladjutant der Militärkanzlei und wurde in dieser Verwendung am 1. Mai 1940 zum General (Vezérezredes) befördert. Er schied am 1. Februar 1943 aus dem aktiven Militärdienst und wurde nach dem „Unternehmen Margarethe“, der am 19. März 1944 durchgeführten deutschen Militäroperation zur Besetzung Ungarns, im Oktober 1944 festgenommen. Er befand sich zuletzt bis zur Befreiung im April 1945 in Haft im KZ Buchenwald. 
Sein älterer Bruder war der Politiker Ferenc Keresztes-Fischer (1884–1948), der unter anderem Innenminister (1931 bis 1935, 1938 bis 1944), amtierender Ministerpräsident (1941, 1942) und amtierender Außenminister (1942) war.